# Chačkar

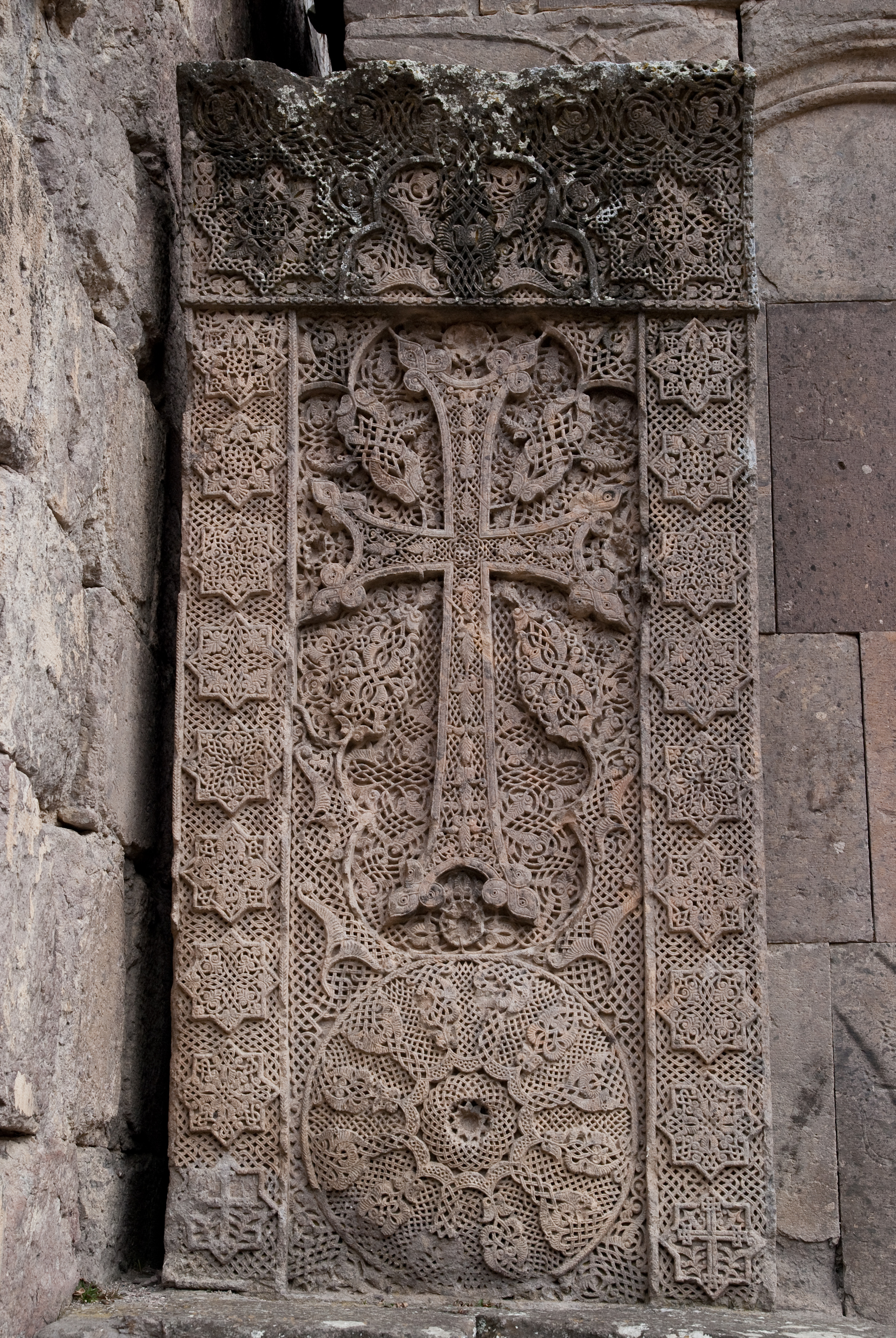
Chačkar v klášteře Gošavank v Arménii

Chačkar (arménsky խաչքար) je arménská kamenná stéla s vyrytým křížem a dalšími ornamenty. Je charakteristická pro středověké arménské křesťanské umění. Ve své dnešní podobě se objevují poprvé v 9. století.
V listopadu 2010 bylo umění výroby chačkarů zařazeno na seznam nehmotného kulturního dědictví lidstva UNESCO.

## Chačkary v Česku
- Památník arménsko-českého přátelství - v Praze

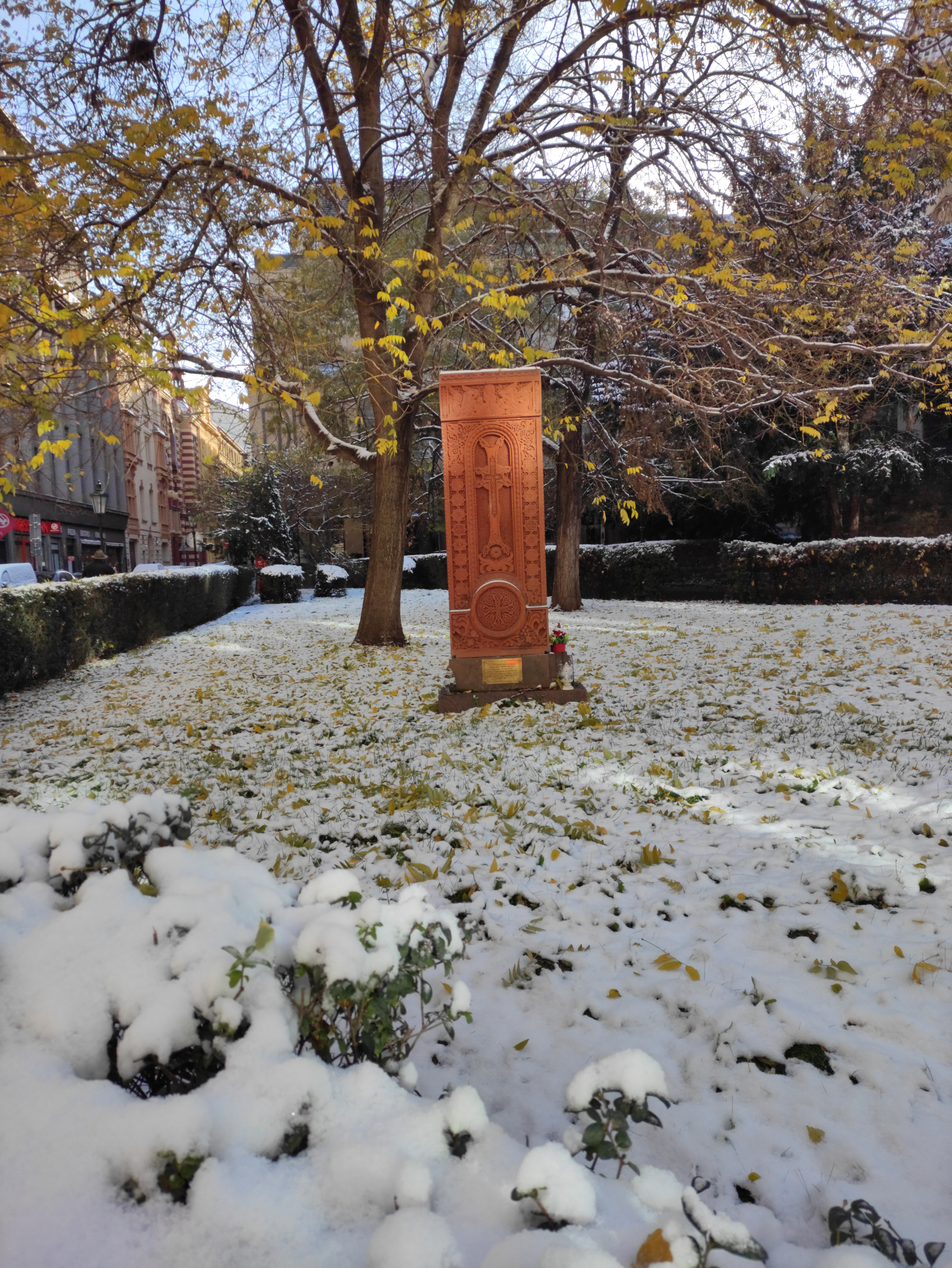
Památník arménsko-českého přátelství